# کرته د پلئاس
کرته د پلئاس (به اسپانیایی: Corte de Peleas) یک شهرستان در اسپانیا است که در استان باداخس واقع شده‌است.